# Erioptera georgei
Erioptera georgei là một loài ruồi trong họ Limoniidae. Chúng phân bố ở miền Tân bắc.